# غوردون جونستون (لاعب هوكي الحقل)
غوردون جونستون هو لاعب هوكي الحقل كندي، ولد في 30 يناير 1993 في فانكوفر في كندا.

## روابط خارجية
- غوردون جونستون على موقع الاتحاد الدولي للهوكي (الإنجليزية)
- غوردون جونستون على موقع اللجنة الأولمبية الدولية (الإنجليزية)
- غوردون جونستون على موقع أوليمبيديا (الإنجليزية)
- غوردون جونستون على موقع اللجنة الأولمبية الكندية (الإنجليزية)
- غوردون جونستون على موقع اتحاد ألعاب الكومنولث (مؤرشف) (الإنجليزية)